# Ogród/Ogród-2
Ogród/Ogród-2 (1974–1979), ostatnia grupa literacka Nowej Fali w literaturze polskiej, założona w Lublinie przez Grzegorza Józefczuka, Lecha L. Przychodzkiego i Sławomira Skopa. Ponieważ jej członkowie literaturą zajmowali się wówczas niejako „przy okazji” (Skop był aktorem A. T. Privisorium i kontrabasistą jazzowym, uczniem Bronisława Suchanka, Józefczuk fotografikiem a Przychodzki malarzem – uczniem Jana Popka), ekipa postawiła na akcje uliczne (pierwsza odbyła się 7.IX.1974 r. na ówczesnej ul. Buczka w Lublinie) i parateatralne, na granicy happeningu klubowe spotkania z publicznością. Prócz założycieli przez grupę przewinęli się m.in. piszący plastycy: Andrzej Wasielewski-Połonina, uczeń A. Rząsy, zwany „ostatnim bardem Bieszczadów” (+1995), Piotr Strelnik-Wendy, Krzysztof A. Sprawka, Mariusz Maliszewski (+2006) czy Roman „Tytus” Muszyński (+2007), poeci: Dariusz Paruch, Marek Pietrzela, Longin Szparaga(+2006) i Michał Sokołowski oraz muzycy: gitarzysta (także flecista) Seweryn Goszczyński i saksofonista altowy Andrzej Rzymkowski, którego grupa jazzowa współpracowała z Ogrodem podczas imprez w klubach studenckich. Jedynym tłumaczem był w tym gronie Jerzy Rudzki (później redaktor Voice of America).
Teksty podpisywano wspólnie, nie ujawniając nazwisk autorów, nawet, jeśli były one dziełem tylko jednego członka formacji. Podobnie – publiczne występy firmowała grupa. Widzowie nie znali nawet imion występujących lublinian, którzy tak na scenie, jak w życiu prywatnym posługiwali się pseudonimami, tworząc swoistą komunę artystyczną. 
W roku 1976 ekipa kontestowała otwarcie zmiany w Konstytucji PRL, co przy dotychczasowej opinii „specjalistów od skandali” przyczyniło się do przejścia Ogrodu w Ogród-2, który mniej skandalizującym nie był, za to działalność poszerzył o akcje plastyczne, organizowane w terenie (tą drogą poszła po latach formacja Double Travel) i dokumentowane fotograficznie. W ugrzecznionym i posłusznym władzy lubelskim środowisku literackim nazywano grupę „faszyzującymi (sic!) kamikadze”.
Lublinianie występowali w Białymstoku, Krakowie, Warszawie, Łodzi i swoim własnym mieście, współpracowali z teatrami: A. T. Provisirium i A. T. Grupa Chwilowa (głównie z jej pieśniarzem, Bolesławem Wesołowskim), łódzkim bardem Lucjanem Wesołowskim i śpiewającą aktorką z Koszalina, Elżbietą Okupską, uczestniczyli w zbiorowych imprezach typu WAKS-u 76 czy Metafory 77 (ogólnopolski plener surrealistów). Swoją poezję określali mianem socsurrealizmu (termin G. Józefczuka z grudnia 1974 r.).
Rozwiązany 31 maja 1979 Ogród-2 reaktywował się jeszcze na krótko pod wodzą Grzegorza „Gruchy” Ciesielskiego (perkusisty i wokalisty prawdziwie robotniczego zespołu rockowego Protest) w okresie od początku października 1980 do końca stycznia 1981, współpracując z NSZZ Solidarność WOKP Lublin Janusza Iwaszko, po czym definitywnie zakończył działalność. Uważany był w latach 70. XX w. za najbardziej kontrkulturową i antykomunistyczną ekipę Nowej Fali.
Trzy tomiki: ponieważ noc, ciemnia i czekając na podłodze na wszystkie pory życia wydali lublinianie dopiero w latach 90. Najobszerniejsze omówienia ich osiągnięć są dziełem prof. Ewy Głębickiej (IBL PAN, Warszawa) i prof. Bożeny Tokarz (Uniwersytet Śląski).